# 31. letalska baza (Poljska)
Koordinate: 52.33041° N 16.96563° E
31. letalska baza (poljsko 31. Baza Lotnicza) je ena izmed letalskih baz Poljskega vojnega letalstva.
Nahaja se v Krzesinyju.